# Presidente del Senato della Repubblica
Quella di presidente del Senato della Repubblica è la seconda più importante carica della Repubblica Italiana, insieme a quella di presidente della Camera dei deputati (in funzione dell'ordine del protocollo, ha la precedenza il più anziano) e dopo quella di presidente della Repubblica. Dal 13 ottobre 2022, per la XIX legislatura, tale ruolo è ricoperto da Ignazio La Russa.
Rappresentante il Senato della Repubblica, il presidente adempie al compito di regolare il dibattito nell'aula senatoria attraverso l'applicazione del regolamento e delle norme costituzionali e a quello principale di assolvere al corretto funzionamento dell'aula regolandone l'attività di tutti i suoi organi.

## Funzioni
Il presidente del Senato esercita le funzioni di presidente supplente in sostituzione del presidente della Repubblica in ogni caso in cui la più alta carica dello Stato non possa svolgerle, in base all'articolo 86 della Costituzione. Egli è convocato, al pari del presidente della Camera dei deputati, dal presidente della Repubblica prima di sciogliere le due Camere o anche una sola di esse (articolo 88 della Costituzione).

## Modalità di elezione
Per l'elezione del presidente del Senato della Repubblica è richiesta la maggioranza assoluta dei voti dei componenti l'assemblea nei primi due scrutini. Nel caso che questi non diano esito positivo, è sufficiente nel terzo scrutinio la maggioranza assoluta dei voti dei senatori presenti; qualora anche in questa votazione nessuno abbia riportato la maggioranza richiesta, il Senato procede nello stesso giorno al ballottaggio fra i due candidati che abbiano ottenuto nel precedente scrutinio il maggior numero di voti e viene proclamato eletto quello che consegue la maggioranza necessariamente assoluta. A parità di voti è eletto o entra in ballottaggio il più anziano di età.
L'elezione del presidente ha luogo nella prima seduta del Senato, che si tiene entro venti giorni dalle elezioni politiche; durante tale seduta il ruolo di presidente è affidato al senatore più anziano d'età. Attualmente, la senatrice più anziana è la sen. Liliana Segre, Senatore a vita.

## Supplenza del presidente della Repubblica

Stendardo del presidente supplente.

Qualora il presidente della Repubblica Italiana non sia in grado di svolgere le proprie funzioni, in quanto impossibilitato o troppo lontano per poter rientrare in patria in tempi brevi, il presidente del Senato, quale seconda carica dello Stato, assume tutte le funzioni di presidente supplente, con onori ed oneri annessi: nella sua residenza di Palazzo Giustiniani si trasferisce la Guardia d'onore dei Corazzieri e nel suo studio è posta una bandiera con l'insegna della Repubblica. Nonostante i molti dibattiti circa i poteri del Presidente Supplente, in mancanza di norme costituzionali o leggi al riguardo, egli può fare tutto ciò che potrebbe fare il Presidente della Repubblica, anche sciogliere le Camere; se non che, in quest’eventualità, una volta insediatosi il nuovo Parlamento, il ruolo di Presidente Supplente della Repubblica spetterebbe in primis al Senatore più anziano e, una volta eletto, al nuovo Presidente del Senato.

## Bandiere rappresentative
Nello svolgimento delle sue funzioni, secondo il Cerimoniale, il Presidente del Senato è rappresentato da un drappo rettangolare bianco, sul quale si aggiungono due strisce azzurre di contorno e l'emblema della Repubblica dello stesso colore. La bandiera, ormai desueta, è utilizzata anche dal Presidente della Camera dei Deputati. Inoltre, sulle vetture del Senato, a sinistra è montato un guidoncino blu sul quale è caricato l'emblema del Senato di color oro, che sostituisce la bandiera vera e propria.